# كلوردان
الكلوردان هو مركب كلور عضوي يستخدم كمبيد للآفات، ويكون على هيئة مادة صلبة بيضاء.
استخدم الكلوردان في في الولايات المتحدة الأمريكيةفي مكافحة النمل الأبيض لحوالي 30 مليون منزل إلى أن تم حظره في عام 1988. تم حظر الكلوردان قبل 10 سنوات بسبب المحاصيل الغذائية مثل الذرة والحمضيات ، وفي المروج والحدائق المحلية.
يصنف الكلوردان مثله مثل المبيدات الحشرية المكلورة الأخرى، على أنه ملوث عضوي خطير على صحة الإنسان إذ أنه مركب عضوي مقاوم للتحلل في البيئة وفي الإنسان / الحيوان ويتراكم بسهولة في الدهون (الدهون) للإنسان والحيوان. ربطت بعض الدراسات كذلك بين التعرض لمركّب الكلوردان وبين الإصابة بالسرطانات والسكري والاضطرابات العصبية.

## الأثار البيئية
تلتصق جزيئات الكلوردان نظرًا لأنها كارهة للماء بجزيئات التربة ولا تختلط بالمياه الجوفية إلا ببطء، نظرًا لانخفاض قابليتها للذوبان (0.009 جزء في المليون). تتطلب جزيئات الكلوردان سنوات عديدة لكي تتحلل. يتراكم مُركّب الكلوردان حيوياً في أجسام الحيوانات، وهو شديد السمية بالنسبة للأسماك، حيث تتراوح الجرعة المميتة منه في الأسماك ما بين 50 0.022 - 0.095 مجم/كجم من الكتلة في حالة الابتلاع عن طريق الفم.
تُعتبر مُركّبات الأوكسيكلوردان (C10H4Cl8O)، وهو المستقلب الأساسي للكلوردان، والإيبوكسيد سباعي الكلور، وهو المستقلب الأساسي لهبتاكلور، إلى جانب المكونين الرئيسيين الآخرين لخليط الكلوردان وهما المتصاوغان الهندسيان مقرون ومفروق تساعي الكلور، المكونين الرئيسيين للتراكم الحيوي. يُعتبر مفروق تساعي الكلور مادّة أكثر سمّية من الكلوردان التقني، بينما يكون مقرون تساعي الكلور أقل منه سمّية.
يُعرف كلوردان وهبتاكلور بالملوثات العضوية الثابتة (POP) ، المصنفة ضمن «العشرات القذرة» والمحظورة بموجب اتفاقية ستوكهولم لعام 2001 بشأن الملوثات العضوية الثابتة.

## الأثار الصحية
يُعدّ التعرّض لمُركّبات الكلوردان وهبتاكلور أو مستقلباتها (الأوكسيكلوردان، والإيبوكسيد سباعي الكلور) عوامل خطر يمكن أن تُعرّض الإنسان للإصابة بداء السكري من النوع الثاني، وسرطان الغدد الليمفاوية، وسرطان البروستاتا، والسمنة، وسرطان الخصية، وسرطان الثدي.
ارتبط وجود مستويات المرتفعة من الكلوردان في الغبار على أرضيات المنازل وفقًا لدراسة وبائية أجراها المعهد الوطني للسرطان بالولايات المتحدة الأمريكية بمعدلات أعلى للإصابة بسرطان الخلايا الليمفاوية اللاهودجكيني لدى المقيمين بتلك المنازل، حيث يُعتبر استنشاق الكلوردان في الهواء الداخلي هو السبيل الرئيسي للتعرض لهذه المستويات من الإصابة في الأنسجة البشرية. تحدد وكالة حماية البيئة بالولايات المتحدة الأمريكية في الوقت الراهن تركيزًا مقداره 24 نانوغرام لكل متر مكعب من الهواء من مُركّبات الكلوردان على مدى فترة تعرض مدتها 20 عامًا باعتباره التركيز الذي سيزيد من احتمالية الإصابة بالسرطان بنسبة 1 من بين كل 1000000 شخص. تزداد احتمالية الإصابة بالسرطان إلى 10 من بين كل 1000000 شخص مع التعرض لتركيز مقداره 100 نانوغرام لكل متر مكعب، وتزداد احتمالية الإصابة إلى 100 من بين كل 1000000 شخص مع التعرض لتركيز مقداره 1000 نانوغرام لكل متر مكعب.
كما تشمل الآثار الصحية غير السرطانية للتعرض لمركبات الكلوردان على الإنسان احتمالية الإصابة بمرض السكري، ومقاومة الأنسولين، والصداع النصفي، والتهابات الجهاز التنفسي، وتنشيط الجهاز المناعي، والقلق، والاكتئاب، والرؤية الضبابية، والارتباك، والنوبات المستعصية ، وكذلك الضرر العصبي الدائم، وهي أثار قد تؤثر على عدد أكبر من الأشخاص من السرطان. 
ربطت الدراسات بين العثور على مادة الأوكسيكلوردان في مصل الأمهات أثناء الحمل بظهور السلوكيات المرتبطة بداء التوحد في الأبناء في سن يتراوح ما بين 4-5 سنوات.
حددت وكالة المواد السامة وسجل الأمراض الأمريكي تركيز مركبات الكلوردان البالغ 20 نانوغرام لكل متر مكعب باعتباره تركيز الحد الأدنى من مستوى المخاطر. تحدد الوكالة الحد الأدنى من مستوى المخاطر باعتباره للتعرض البشري اليومي لجرعة من مادة كيميائية من المحتمل أن تكون بدون مخاطر ملموسة للتأثيرات الضارة غير السرطانية على مدى فترة محددة من التعرض.

## المعالجة
يتميز مُركّب الكلوردان بضغط بخار منخفض ويتطاير ببطء في هواء المنزل أو المبنى أعلاه، لذا تتطلب إزالة الكلوردان من الهواء الداخلي للمنازل إما التهوية (عن طريق التبادل الحراري)، أو ترشيح الكربون المنشط. حاول سلاح المهندسين بالجيش الأمريكي المعالجة الكيميائية للكلوردان في التربة عن طريق خلط الكلوردان بالجير المائي والبيركبريتات. وعند دراسة طرق المعالجة النباتية وجد أنّ عشبة كنتاكي أو قبأ المروج وعشبة الزوان المعمرة تتأثران بشكل طفيف بالكلوردان الذي عُثر عليه في جذور الأعشاب وبراعمها. كما وجدت المعالجة الفطرية للكلوردان في التربة أن مستويات التلوث قد انخفضت، وأن فطر ظاهر الهلب ذهبي الأبواغ قد عمل على تقليل تركيزات الكلوردان بنسبة 21٪ في الماء على مدى 30 يومًا، وفي المواد الصلبة على مدى 60 يومًا.